# Огорану, Ион Гаврилэ
Ион Гаврилэ Огорану (рум. Ion Gavrilă Ogoranu; 1 января 1923, Долина Гура, жудец Брашов, Королевство Румыния — 1 мая 2006, Сынтимбру, жудец Алба, Румыния) — румынский антикоммунистический повстанец и политический активист «легионерского» направления. Участник партизанского движения 1940—1950-х, командир повстанческого формирования в Фэгэраше. Был арестован Секуритате в 1976, после почти тридцатилетнего розыска. Известен как «последний партизан Восточной Европы». Был приговорён к смертной казни, но вскоре после ареста освобождён по ходатайству американских политиков. После Румынской революции — общественно-политический деятель праворадикального направления.

## Студент-легионер
Родился в семье крестьян-грекокатоликов из горной деревни Фэгэраша, недалеко от Брашова. Воспитывался в духе румынского национал-патриотизма, традиционализма и антикоммунизма. Учился в фэгэрашском колледже Radu Negru и на агрономическом факультете Клужского университета.
Ион Гаврилэ Огорану придерживался крайне правых националистических взглядов. Состоял в студенческой организации Братство Креста «Негоюль», примыкавшей к Железной гвардии. В 1941 поддержал попытку ультраправого «легионерского» переворота против маршала Антонеску. Был арестован и приговорён к десяти годам тюрьмы. Освободился в апреле 1944, незадолго до падения режима.

## Антикоммунистический повстанец

### Активист
В августе 1944 в результате восстания и переворота Антонеску был отстранён от власти. Над политической системой установился контроль Румынской компартии (РКП), в 1945 к власти в Румынии пришло прокоммунистическое и просоветское правительство Петру Грозы. Ион Гаврилэ Огорану, как ультраправый националист, крайне негативно воспринял эти события.
Восстановившись в университете, Ион Гаврилэ Огорану создал антикоммунистическую студенческую группу. В мае 1946 организовал в Клуже молодёжную антикоммунистическую демонстрацию. Произошли уличные столкновения, затем десятидневная студенческая забастовка. В результате Огорану был исключён из университета. Вернувшись в Фэгэраш, перешёл на нелегальное положение. Работал на ферме у сочувствовавшего крестьянина. Был заочно приговорён к пятнадцати годам заключения.

### Партизан
В мае 1948 Ион Гаврилэ Огорану начал создавать антикоммунистический повстанческий отряд — из крестьян-националистов, бывших «легионеров» и военнослужащих королевской армии. Первоначально к нему примкнули двенадцать человек (включая отца Николае Огорану), затем численность возросла до трёх десятков. Это формирование получило название Карпатская группа Армии национального сопротивления (GCRNA).
Боевые акции GCRNA — в основном вооружённые нападения на местные органы власти и Секуритате — продолжались около семи лет. Отряд Огорану, совершивший несколько сотен таких действий, был самым активным антикоммунистическим формированием в Фэгэраше. В систему поддержки так или иначе вовлекались тысячи местных крестьян. При этом бойцы Огорану старались не вступать в лобовые столкновения с подразделениями регулярной армии РНР — в том числе потому, что видели в этом братоубийство. Объектами их нападений являлись функционеры РКП и госбезопасности.

Его имя заставляло вздрагивать офицеров Секуритате.

Для ликвидации повстанческого отряда Секуритате предприняла комплекс из более чем сотни спецопераций. Попытку внедрить агентуру сорвал Василе Мотреску. Были стянуты крупные силы с бронетехникой, завербованы многие жители региона, налажена система слежки и преследования. В боестолкновениях конца 1950 погибли ближайшие соратники Огорану. Большинство из них были обнаружены по доносам осведомителей. В 1951 в отношении Огорану был заочно вынесен смертный приговор (прокурором на этом процессе была жена Силвиу Брукана Александра Сидорович).
17 августа 1952 Ион Гаврилэ Огорану публично выступил в фэгэрашской деревне Баля и назвал район действий своего отряда «свободной территорией Румынии». Несмотря на цензуру, эта речь стала широко известной. После этого Секуритате максимально усилила розыск. В 1954 Огорану был выслежен, ранен в перестрелке, но сумел отступить и скрыться. В горы Фэгэраш была направлена специальная опергруппа, во главе которой поставлен один из лучших оперативников Секуритате Георге Крэчун, но схватить Огорану не удалось и ему.
Иностранные исследователи отмечают в истории отряда Огорану такие черты румынского менталитета, как «инстинкт постоянного неповиновения, индивидуалистического мятежа».

### Нелегал
В 1955 последние бойцы GCRNA попытались уйти через границу в Грецию. Однако их схватили агенты Секуритате, получившие соответствующие оперативные донесения. Оставшись в одиночестве, Ион Гаврилэ Огорану пробрался в деревню Галтиу, где жила Ана Сэбэдуш — жена погибшего бойца Петру Сэбэдуша.
Два десятилетия Ион скрывался у Аны. Втайне они заключили брак. Один из соседей был осведомителем Секуритате, однако воздержался от доноса. В 1959 дом был изъят у Аны и передан местному чиновнику. Ана и Ион Гаврилэ перебрались на жительство в Сынтимбру. Зарабатывали супруги работой у частных лиц.

## Арест и освобождение
Секуритате продолжала розыск Огорану. К середине 1970-х он планировал побег за границу. Однако решил перед отъездом повидаться с матерью и пробрался в Клуж. Там он был выслежен агентами Секуритате и арестован 29 июля 1976 — через 29 лет после объявления в розыск. Арест Иона Гаврилэ Огорану считается символическим рубежом окончательного подавления антикоммунистического партизанского движения в Румынии.
Формально Ион Гаврилэ Огорану подлежал смертной казни по приговору 1951 года. Внесённые в Уголовный кодекс СРР изменения — в случае, если смертный приговор не исполнялся дольше семи лет, он заменялся пожизненным заключением — к нему применять не планировали. Но румынская политэмиграция в США во главе с профессором Ионом Халмаги подняла кампанию в его защиту. Жена Огорану сумела переслать письмо Ричарду Никсону. За Огорану ходатайствовали перед Николае Чаушеску госсекретарь США Генри Киссинджер и экс-президент Никсон. Руководство СРР в тот период налаживало отношения с Западом и не могло проигнорировать эти обращения.
Через восемь месяцев после ареста Ион Гаврилэ Огорану был освобождён по амнистии. Решение об этом принималось на уровне самого Чаушеску. Огорану вернулся в Сынтимбру, жил с Аной. Работал на ферме сельскохозяйственным рабочим, затем агротехником.

## Политик послереволюционной Румынии
В декабре 1989 Ион Гаврилэ Огорану с энтузиазмом присоединился к Румынской революции. 23 декабря он уже был в Бухаресте. Активно выступал с речами, утверждая преемственность революции от повстанческого движения. Однако он не был допущен к выступлению по телевидению. Из этого Огорану сделал вывод, что во главе революции оказались функционеры РКП, принесшие Чаушеску в жертву ради сохранения своей власти.
В 1993 Ион Гаврилэ Огорану выступил соучредителем оппозиционной праворадикальной национал-христианской партии За Отечество, продолжавшей идеологическую традицию «легионерского» движения. До конца жизни занимал пост президента партии. Состоял в руководстве ряда общественных организаций — Фонда Георге Ману, Фонда «Благая весть», Гражданской академии, Международного центра изучения коммунизма (Мемориал тюрьмы Сигет), в румынском представительстве Amnesty International. Участвовал в установке Креста памяти бойцам своего отряда в Фэгэраше. Регулярно появлялся на памятных мероприятиях. Дружил с Николае Чолаку.
В 1993—2006 Ион Гаврилэ Огорану издал шеститомную книгу Brazii se frâng, dar nu se îndoiesc — Деревья гнутся, но не усомнятся. В сборнике документальных свидетельств автор излагает историю антикоммунистического повстанчества в Фэгэраше и собственные взгляды.

Я написал это в память о тех, кто воевал и погиб в те годы, с 1948 по 1957, кто сражался в фэгэрашском антикоммунистическом сопротивлении, у кого нет ни могилы, ни креста.

Я написал, чтобы засвидетельствовать: этот край нашей страны не склонился перед коммунизмом. Пусть станет известно: были люди, своей кровью смывавшие с лица Румынии пятна трусости и предательства. Детям и внукам не будет стыдно называться румынами.

Ион Гаврилэ Огорану

В послереволюционной Румынии легионер-повстанец Ион Гаврилэ Огорану считался легендарной личностью, победителем коммунизма. В то же время он не раз выражал разочарование и неприятие посткоммунистических порядков. ФНС, Ион Илиеску и его сподвижники являлись для Огорану «неокоммунистами», наследниками РКП. При президенте Илиеску отношение властей к убеждённому и непримиримому «легионеру» было враждебным, при президентах Константинеску и Бэсеску — настороженным. Ссылаясь на процедурные формальности, министерство юстиции отказало Огорану в официальном статусе борца против коммунистического режима. Он не стал оспаривать это решение в суде, презрительно отозвав своё ходатайство. Жена Ана направила в этой связи обличительное открытое письмо министру юстиции Монике Маковей.
Скончался Ион Гаврилэ Огорану в возрасте 83 лет. Ана умерла через два месяца после Иона.

## Память
В 2009 режиссёр Константин Попеску снял фильм «Портрет молодого воина» в жанре исторической драмы об антикоммунистических повстанцах Фэгэраша, главный героем которого стал Ион Гаврилэ Огорану. Фильм завоевал популярность в Румынии и других странах Восточной Европы, в 2010 демонстрировался на Берлинском кинофестивале. В то же время Центр исследований Холокоста потребовал снять фильм с показа — из-за «пропаганды фашистских, расистских, антисемитских и ксенофобских взглядов Иона Гаврилэ Огорану — участника легионерского мятежа 1941 года, который в своих выступлениях и книгах отстаивал крайне правые антидемократические убеждения». Это требование было отклонено организаторами фестиваля.
В 2008 группа антикоммунистических активистов учредила Фонд Иона Гаврилэ Огорану. Уставная задача Фонда — воспитание молодых поколений на примерах борьбы за свободу и национальное достоинство. Президентом Фонда является Кориолан Бачу — инженер и юрист, участник революции 1989 года, крёстный сын и политический ученик Огорану.